# 警視
警視為日本警察官之階級之一，位於警視正之下、警部之上，相當於自衛隊的二佐（中校）至三佐（少校）。

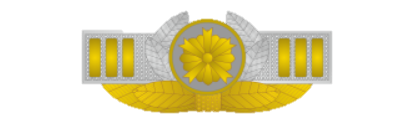
警視的階級章

其職務包括警視廳與道府縣警察本部之課長、小規模警察本部之部長與部份参事官、中小規模之警察署正副署長、大規模警察署的刑事官和地域、交通官、課長。警視為《刑事訴訟法》之司法警察員，如果是國家特考組的警部，要先在警察廳完成3年半的實習後，即可升任警視。
都道府縣警察之警察官中，這個階級及以下為地方公務員，警視正以上之地方警務官則為國家公務員（警察法第56條）。

## 相等職級
- 臺灣警察中階警官的二線三星（職銜：組長、偵查隊長、主任）、二線四星（職銜：直轄市警察局副分局長、縣市警察局分局長）。
- 美國警察，因為警察為各州治安事務，各州警察階級或有不同，以紐約市警察局為範例，相對應之警察階級者為督察（Inspector）。洛杉磯警察局之相對應警察階級則為Commander。
- 大英國協相關國家或地區之警司與日本警視英語職稱均為。例如香港警察警司階級即依循英制。

## 有名之虛構人物
- 黑田兵衛：《名偵探柯南》（漫画第920话後調回警視廳擔任管理官）
- 明智健悟：《金田一少年之事件簿》
- 横溝重忠：《迷途刑警純情派》（はぐれ刑事純情派）
- 錢形舞、錢形零：《手機刑事錢形舞》（ケータイ刑事銭形舞）
- 藥師寺涼子：《藥師寺涼子怪奇事件簿》
- 秋本治作品《烏龍派出所》：屯田五目須（警視→警視正）、次長（警視）
- 朝日電視台電視劇《相棒》之中，神戶尊在加入特命組之前曾為警視，另外组织犯罪对策五课课长角田六郎也是警視
- 黑次：漫畫《神奇寶貝特別篇》的主角之一，少年國際刑警警視調查官，代號「黑色2號」。
- 木暮謙三：《西部警察》西部警察署捜査課長
- TBS電視劇《猛龍特警隊》（Gメン'75）：黑木哲也（在續作晉陞為警視正）